# Леннарт Бернадот
Леннарт Бернадот (швед. Lennart Bernadotte; нар. 8 травня 1909 пом. 21 грудня 2004) — син принца Вільгельма Шведського та російської княжни Марії Павлівни.

## Біографія
Леннарт народився 8 травня 1909 року у Королівському палаці Стокгольму. Він був єдиним сином принца Вільгельма Шведського та його дружини Марії Павлівни.
У 1912 батьки вирушили у подорож на схід, залишивши сина вдома. Невдовзі після повернення, у 1913, вони розлучилися, і матір повернулася до Росії. Наступного разу Леннарт побачив її лише за вісім років. Батько більше не одружувався.
У віці 22 років принц взяв шлюб із простолюдинкою Карін Ніссвандт. За це він був позбавлений титулів і мав право називатися лише Леннарт Бернадот. Тільки у 1951 велика герцогиня Люксембурга Шарлотта надала йому титул графа Вісборга. Із Ніссвандт мав четверо дітей. Шлюб завершився розлученням у 1972 році. За кілька місяців Леннарт одружився вдруге із Сонею Хаунц. Вона народила в шлюбі п'ятьох дітей.
Вільгельм Шведський отримав у спадок від матері острів Майнау на Боденському озері. Леннарт полюбляв проводити там вільний час, а згодом — створив ботанічний сад. Зараз острів є однією з визначних туристичних пам'яток.
Останні роки життя Леннарт хворів на емфізему легень. Помер у віці 95 років на острові Майнау.